# Universitatea Cooperatist-Comercială din Moldova
Universitatea Cooperatist-Comercială din Moldova (UCCM) este o instituție  de învățământ superior din Chișinău (Republica Moldova). A fost înființată în anul 1993 de către Guvernul Republicii Moldova (Hotărârea din 22 iunie 1993, nr.n376) și Conducerea Moldcoop (Hotărârea din 24 iunie 1993, pr.verb. nr.10 pct.5).

## Istoric
Universitatea Cooperatist-Comercială din Moldova (UCCM) a fost înființată în anul 1993 de către Guvernul Republicii Moldova (Hotărârea din 22 iunie 1993, nr.376) și Conducerea Moldcoop (Hotărârea din 24 iunie 1993, pr.verb. nr.10 pct.5).

## Programe academice

### Licență
- Merceologie și comerț
- Marketing și logistică
- Business și administrare
- Finanțe și bănci
- Contabilitate
- Drept

### Masterat
- Contabilitate, expertiză și audit
- Management strategic și administrarea afacerii
- Finanțe aplicate, fiscalitate, bănci și asigurări
- Merceologia, expertizarea și siguranța produselor
- Drept public
- Drept economic
- Dreptul contractelor de muncă și managementul resurselor umane
- Drept financiar-fiscal, control și audit

### Doctorat
- Merceologia și expertiza produselor alimentare
- Economie și management în domeniul de activitate
- Marketing; logistică
- Comerț și managementul calității mărfurilor
- Finanțe
- Contabilitate; audit; analiza economică
- Cibernetică și informatică economică

## Administrația

### Rectorat
- Prof. univ., dr. hab. Larisa Șavga - Rector
- Conf. univ., dr., Liliana Dandara - Prorector pentru activitate didactică și tehnologii educaționale

### Senatul UCCM
Senatul universitar reprezintă comunitatea universitară, garantează libertatea academică și autonomia universitară, și este organul suprem de conducere al Universității Cooperatist-Comerciale din Moldova (UCCM).
Senatul este constituit din reprezentanții managementului universitar, corpului profesoral-didactic și științific, reprezentanții studenților, masteranzilor și doctoranzilor. Componența Senatului include 21 membri, dintre care 5 studenți, masteranzi și doctoranzi.
Senatul se conduce în activitatea sa de legislația și actele normative în vigoare ale Republicii Moldova, hotărârile organelor de conducere ale Moldcoop, Statutul Universității, hotărârilor Consiliului de Administrație al Universității.

### Consiliul de Administrație al UCCM
Consiliul de Administrație al UCCM asigură conducerea administrativă, gestionarea economică și financiară a instituției.
- Președintele Consiliului de Administrație – Larisa Șavga, rector UCCM, dr. hab., prof. univ.;
- Vicepreședintele Consiliului de Administrație – Veaceslav Ceric, vicepreședinte Biroul Executiv Moldcoop;
- Secretarul Consiliului de Administrație – Angela Doni, vicepreședinte Comitetul sindical al colaboratorilor UCCM.

Activitatea Consiliului de Administrație se desfășoară în baza Regulamentului Consiliului de Administrație al UCCM conform Planului anual de activitate.

### Consiliul Științific al UCCM
Consiliul Științific al UCCM coordonează activitatea de cercetare, inovare și transfer tehnologic, oferind sprijin instituțional, administrativ și logistic subdiviziunilor de cercetare (Școlii doctorale, Laboratorului de cercetări științifice în comerț și domeniile activității cooperației de consum, Bibliotecii științifice) subordonate.
Consiliul Științific este constituit din reprezentanții managementului universitar și ai doctoranzilor, cercetători cu renume din țară și străinătate. Componența Consiliul Științific include 9 membri, dintre care un doctorand.
- Președintele Consiliului Științific UCCM – Sofia Căpățînă, prorector pentru cercetare și formare continuă, conf. univ., dr.;
- Vicepreședintele Consiliului Științific UCCM – Liliana Dandara, prorector pentru activitate didactică și tehnologii educaționale, conf. univ., dr.;
- Secretarul Consiliului Științific UCCM – Tatiana Baran, doctorandă.

## Structuri
- Facultatea Științe Economice și Juridice

- - Departamentul Economie și administrarea afacerilor

- - Departamentul Drept

- Centre

- - Centrului Informatizare și Digitalizare
  - Centre de ghidare și consiliere în carieră
  - Centrul LLL

- Secții

- - Management academic
  - Resurse Umane
  - Economico-Financiară
  - Contabilitate
  - Administrativ-gospodărească

- BIBLIOTECA UCCM
- Complex Sportiv
- Tipografia

## Infrastructura
UCCM are o infrastructură modernă, care se completează și se perfecționează continuu:
- 3 blocuri de studiu cu o suprafață totală de 7229 m²,
- 40 de laboratoare specializate,
- 9 săli de calculatoare moderne, conectate la Internet,
- 2 săli multimedia,
- Biblioteca Științifică, dotată cu tehnică de calcul și literatură de profil în limbile de circulație internațională,
- două cămine cu 600 locuri,
- Complex sportiv,
- Casă de cultură,
- punct medical,
- cantină,
- cafenea,
- Muzeul cooperației de consum și al învățămîntului cooperatist din Republica Moldova.

## Legături externe
- Site web Arhivat în 15 mai 2015, la Wayback Machine.